# Sony Ericsson W890i
Sony Ericsson W890i er en mobiltelefon af Sony Ericsson, telefonen udkom den 3. marts 2008. Sony Ericsson W890i er forgængeren til W880i. Der følger et 2 GB Memory Card med W890i. Det er en Walkman-telefon.
Sony Ericsson W890i har blandt andet følgende specifikationer:
- Bluetooth
- Kamera på 3,2 megapixels (bagi), andet kamera, kun tilgængelig i videoopkald (foran)
- (MP3/MP3/AAC)Video Ringetone (MP4/3GPP)
- RDS FM-radio
- Streaming af video og lyd
- 3G internet
- TrackID
- Videooptager og afspiller
- Lyd-optager
- SensMe
- Walkman Player 3.0
- Java
- Understøttelse af Memory Stick Micro (M2) (op til 4 GB) Phone memory 28MB*